# Régiment de Cambis
Pour les articles homonymes, voir Cambis.
Le régiment de Cambis est un régiment d’infanterie du royaume de France créé en 1676, sous le nom de « régiment de Vivonne » et incorporé en 1762 dans le régiment Royal.

## Création et différentes dénominations
- 23 janvier 1676 : création du régiment de Vivonne
- 25 septembre 1688 : renommé régiment de Thianges
- 30 mars 1702 : renommé régiment de Mortemart
- 27 février 1712 :  renommé régiment de Laval
- 13 décembre 1729 : renommé régiment de Tonnay-Charente
- 5 décembre 1731 : renommé régiment de Rochechouart
- 22 août 1743 : renommé régiment de Laval
- 1er février 1749 : renommé régiment de Cambis
- 10 décembre 1762 : incorporé dans le régiment Royal

## Mestres de camp et colonels

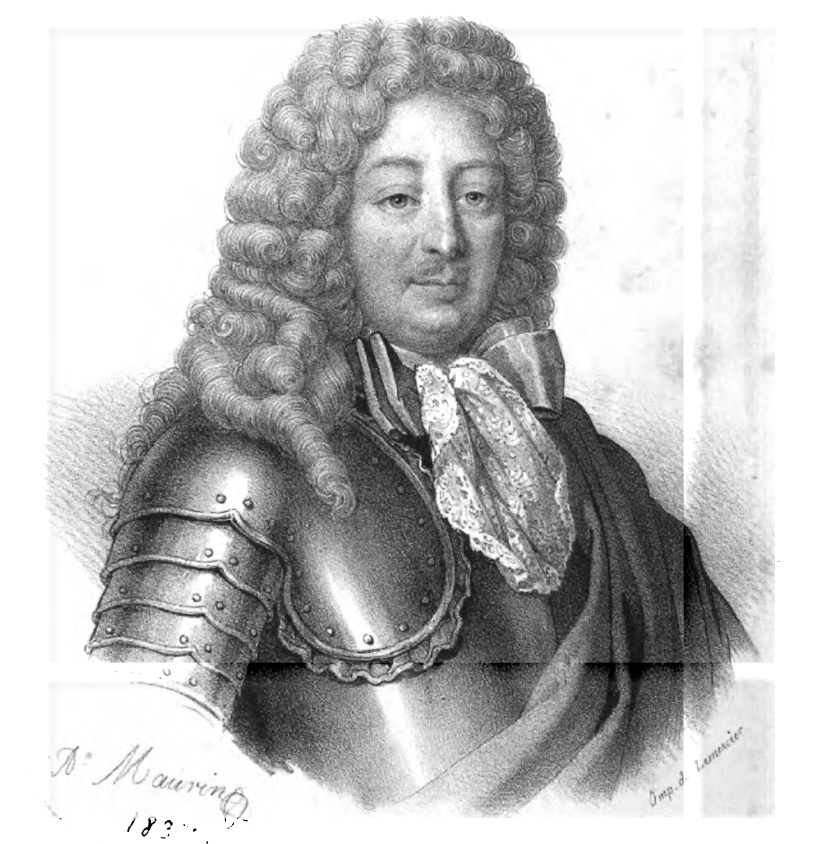
Louis Victor de Rochechouart de Mortemart, gravure de la Biographie maritime ou notices historiques sur la vie et les campagnes des marins célèbres français et étrangers, de Joseph François Gabriel Hennequin, Regnault éditeur, Paris 1835.

- 23 janvier 1676 : Louis Victor de Rochechouart, duc de Vivonne
- 25 septembre 1688 : Claude Henry Philibert de Damas, marquis de Thianges[1]
- 30 mars 1702 :  Louis de Rochechouart, duc de Mortemart
- 27 février 1712 : Guy André de Montmorency, comte de Laval[2]
- 13 décembre 1729 : Louis Paul de Rochechouart prince de Tonnay-Charente
- 5 décembre 1731 : Charles Auguste, duc de Rochechouart-Mortemart
- 22 août 1743 : Guy André Pierre de Montmorency, duc de Laval.
- 1er février 1749 : Jacques David duc de Cambis d'Orsans[3]

## Historique des garnisons, combats et batailles du régiment

### Régiment de Vivonne (1676-1688)

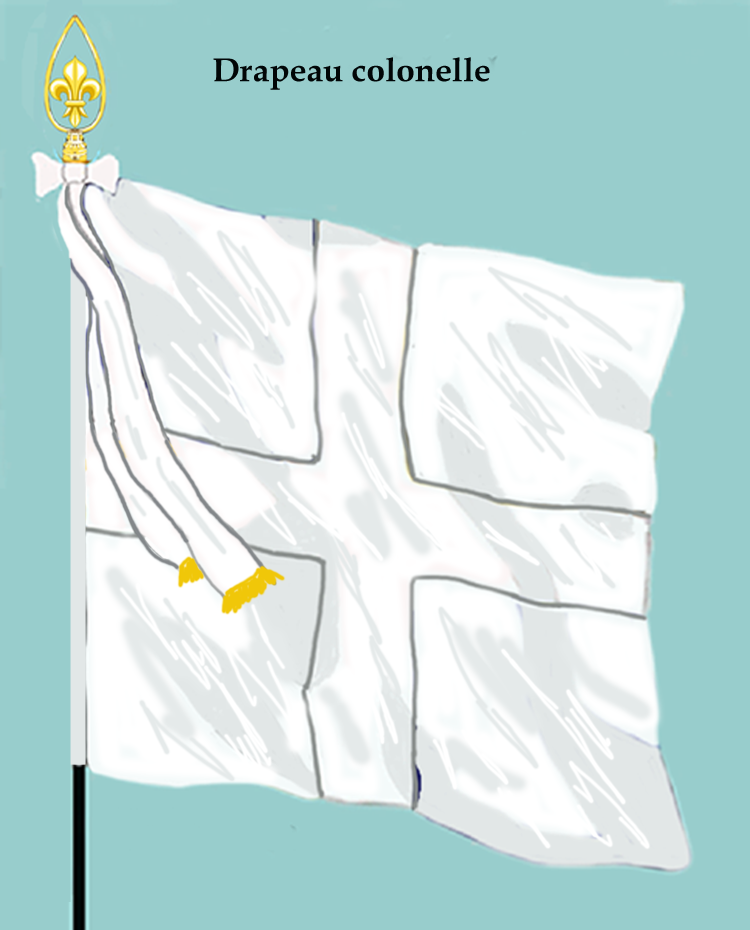
Drapeau Colonel de 1676 à 1762
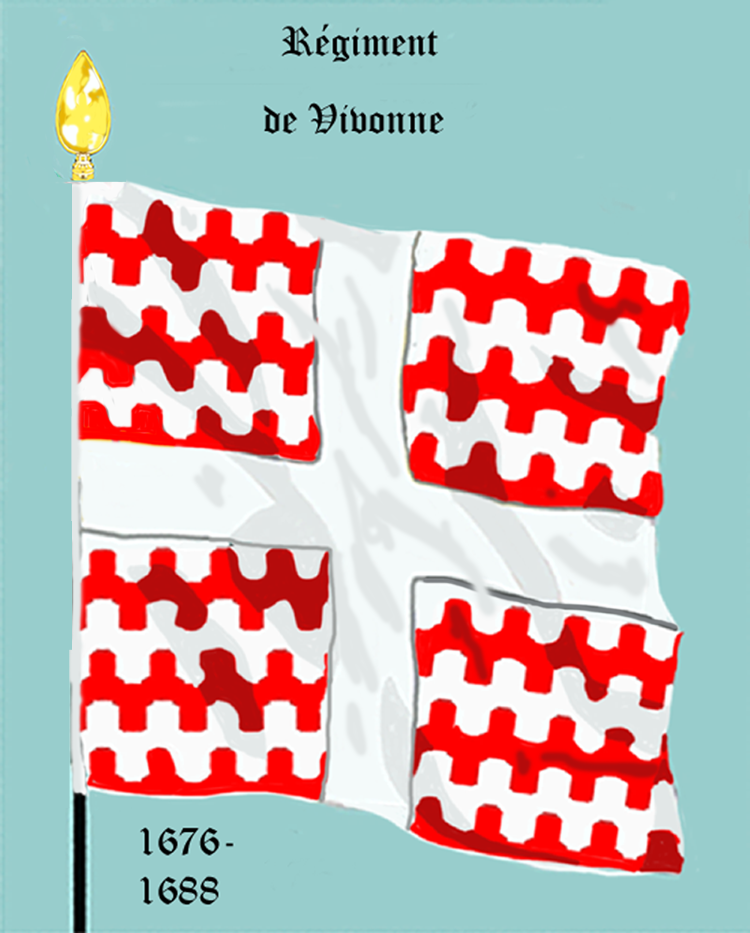
Régiment de Vivonne de 1676 à 1688

#### Guerre de Hollande
Le régiment de Vivonne est créé le 23 janvier 1676 et formé à Messine le 23 octobre suivant, par Louis Victor de Rochechouart, duc de Vivonne, avec le bataillon de Belzunce du régiment de La Marine, et des Siciliens pour l'expédition de Sicile, dans le cadre de la guerre de Hollande, commandé par M. de Belsunce. Cette même année, il participe au combat naval de Palerme, à la prise de Melilli et Taormine.
En décembre 1677, le régiment de Vivonne part pour la France.
En 1678, le régiment est affecté à l'armée de Flandre et participe aux  sièges de Gand et d'Ypres.

### Régiment de Thianges (1688-1702)

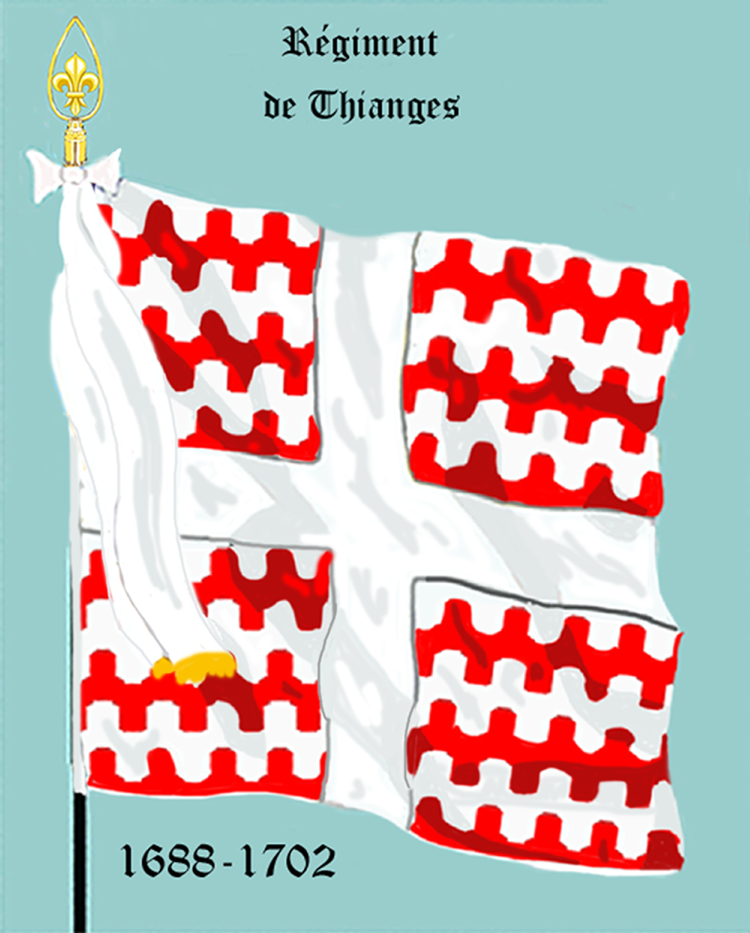
Régiment de Thianges de 1688 à 1702

#### Guerre de la Ligue d'Augsbourg
Le régiment est donné le 25 septembre 1688 à Claude Henry Philibert de Damas, marquis de Thianges et engagé dans la guerre de la Ligue d'Augsbourg il aux prises de Philipsburg, de Manheim et de Frankenthal.
En 1689, le régiment de Thianges est à la défense de Bonn.
Affecté à l'armée de Piémont en 1691 le régiment est présent aux sièges de Villefranche, de Montalban, de Saint-Ospizio (Sant'Ospizio), de Nice, de Veillane, de Carmagnola et de Montmélian
En 1692, il traverse la France pour être mis à disposition de l'armée de Flandre et combat à Steinkerque.
En 1693, le régiment se trouve à la bataille de Neerwinden  et au siège de Charleroi.
Il fait ensuite les campagnes de 1694 et 1695 en Allemagne, les campagnes de 1696 et 1697 sur la Meuse.
Après le traité de Ryswick il reste affecté à l'armée de Flandre jusqu'en 1701.

### Régiment de Mortemart (1702-1729)

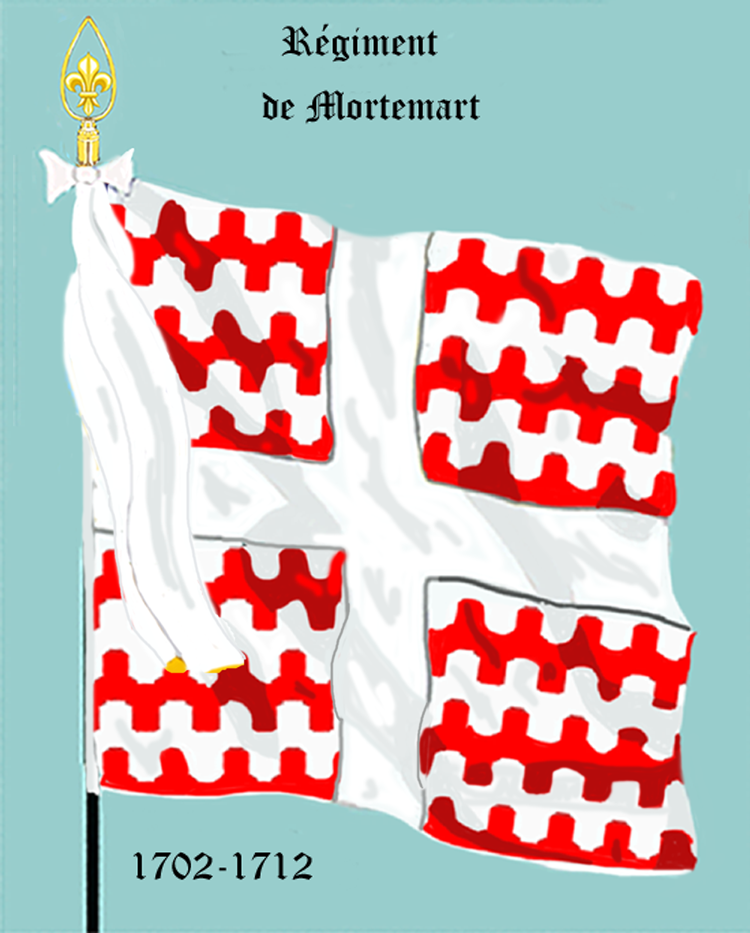
Régiment de Mortemart de 1702 à 1712

#### Guerre de Succession d'Espagne
Le régiment est donné le 30 mars 1702 à Louis de Rochechouart, duc de Mortemart pour participer à la guerre de Succession d'Espagne qui se trouve aux siège de Nimègue et à la défense de Kaiserswerth cette année là.
En 1703, le régiment de Mortemart combat à Ekeren et rejoint l'Armée de la Moselle en 1705.
Passé à l'armée du Rhin en 1707, il participe à la prise des lignes de Stolhofen et à la soumission du Palatinat.
En 1708, affecté à l'armée de Flandre le régiment se trouve à la bataille d'Audenarde, en 1709 à la bataille de Malplaquet
en 1710 à la défense de Douai et en 1711 à la bataille d'Arleux.

### Régiment de Laval (1712-1729)

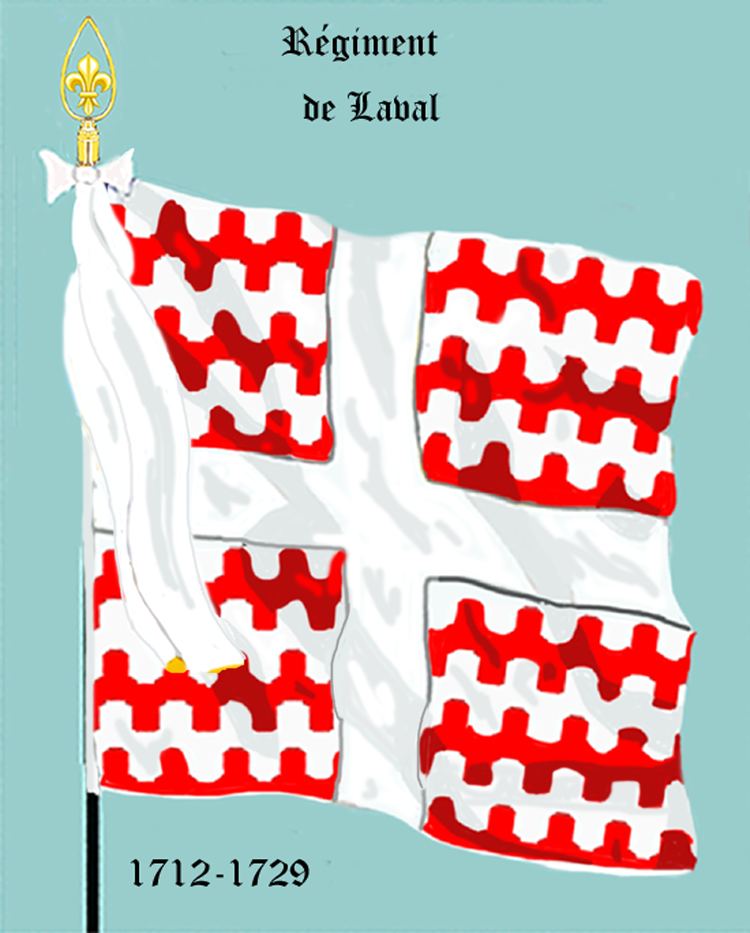
Régiment de Laval de 1712 à 1729
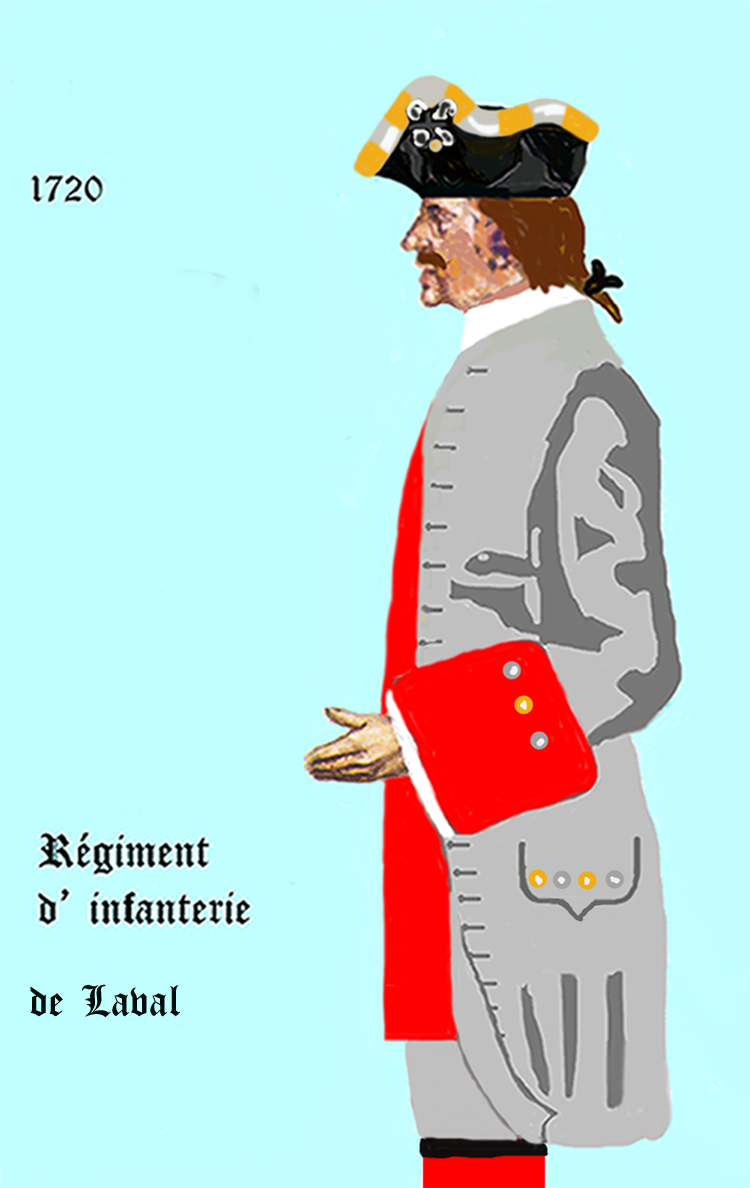
Uniforme de 1720 à 1734

#### Guerre de Succession d'Espagne
Le 27 février 1712 le régiment est donné Guy André de Montmorency, comte de Laval et participe à la bataille de Denain et aux prises de Marchiennes, de Douai, du Quesnoy et de Bouchain.
En 1713 le régiment de Laval se trouve aux sièges de Landau et de Fribourg.

### Régiment de Tonnay-Charente (1729-1731)

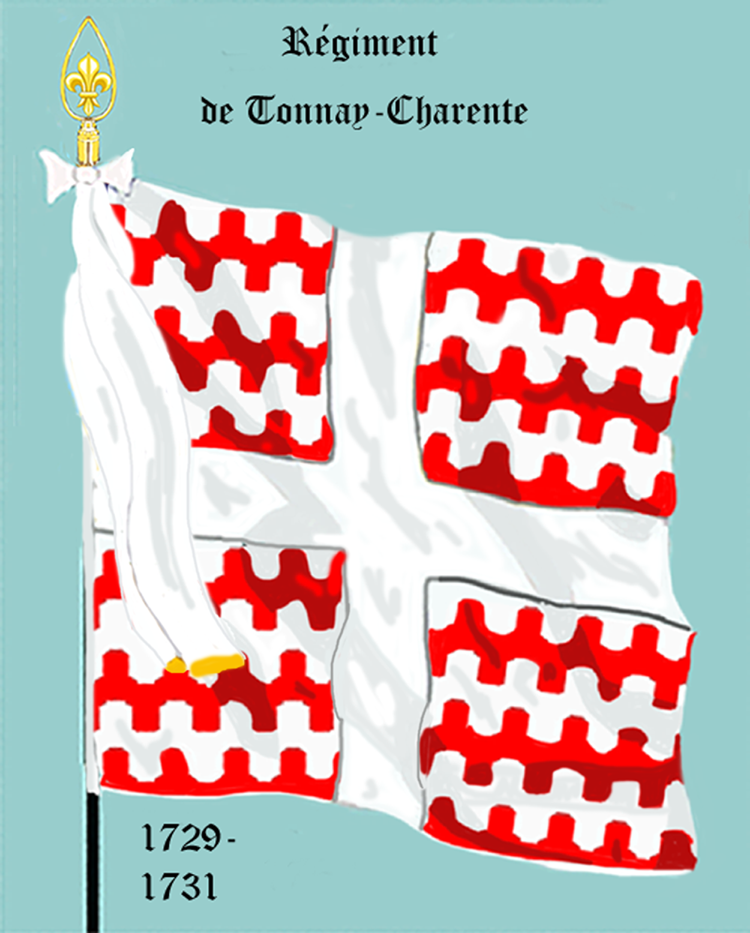
Régiment de Tonnay-Charente de 1729 à 1731

#### Période de paix
Le 13 décembre 1729 le régiment, donné Louis Paul de Rochechouart prince de Tonnay-Charente, est en garnison dans différentes villes. Louis Paul de Rochechouart meurt le 4 décembre 1731

### Régiment de Rochechouart (1731-1743)

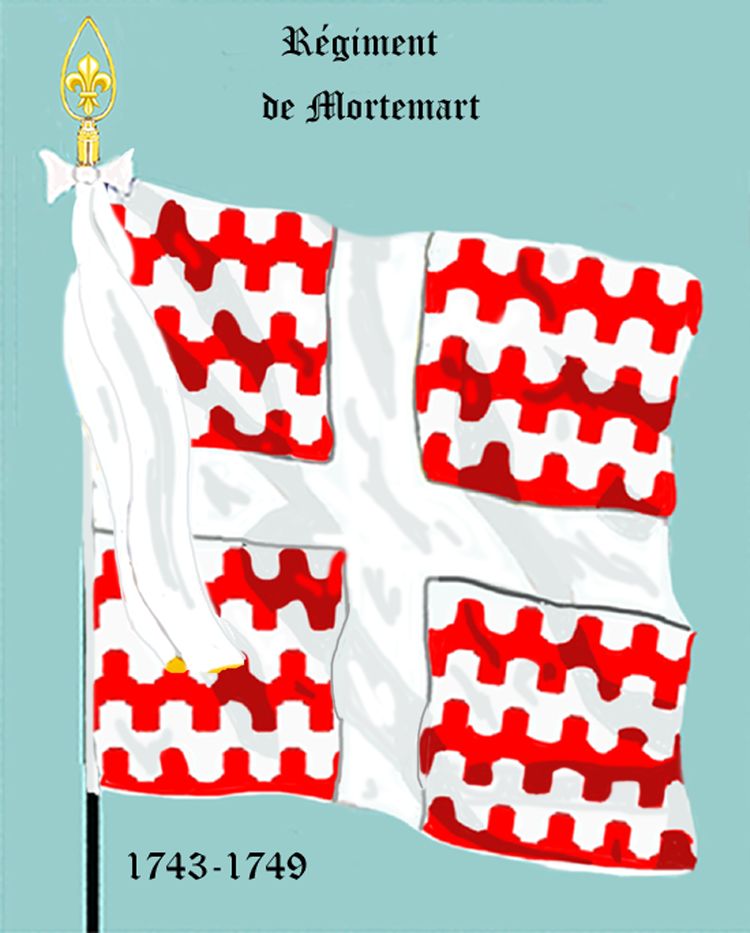
Régiment de Rochechouart de 1731 à 1743
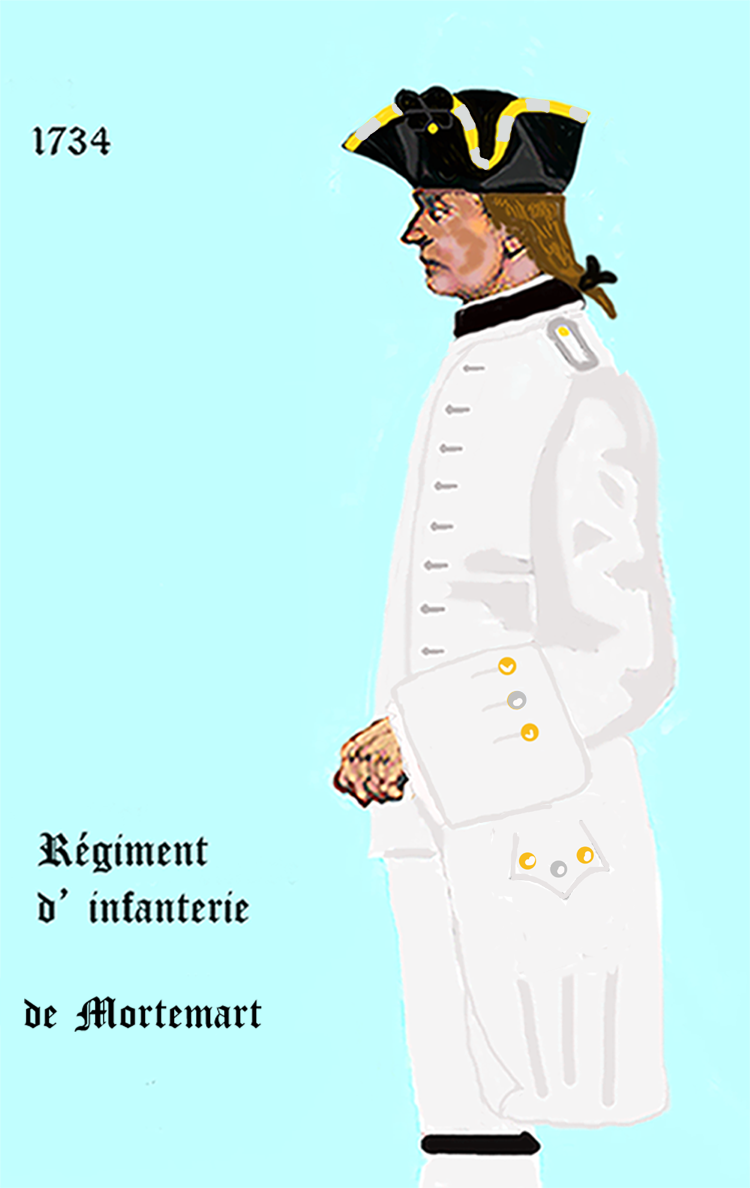
Uniforme de 1734 à 1762

#### Période de paix
Après la mort du prince de Tonnay-Charente, le 4 décembre 1731, le régiment passe, dès le lendemain, sous le commandement de son frère, Charles Auguste, duc de Rochechouart-Mortemart.

#### Guerre de Succession de Pologne
Engagé dans la guerre de Succession de Pologne, le régiment de Rochechouart participe en 1733 au siège de Kehl.
En 1734, il se trouve à l'attaque des lignes d'Ettlingen et au siège de Philisbourg.
En 1735, le régiment est à la bataille de Klausen.

#### Guerre de Succession d'Autriche
Au début de la guerre de Succession d'Autriche, en 1741, le régiment de Rochechouart est affecté à l'armée de Flandre.
En 1741, il passe à l'armée du Bas-Rhin, et participe à la bataille de Dettingen ou son colonel y est tué le 27 juin 1743.

### Régiment de Laval (1743-1749)

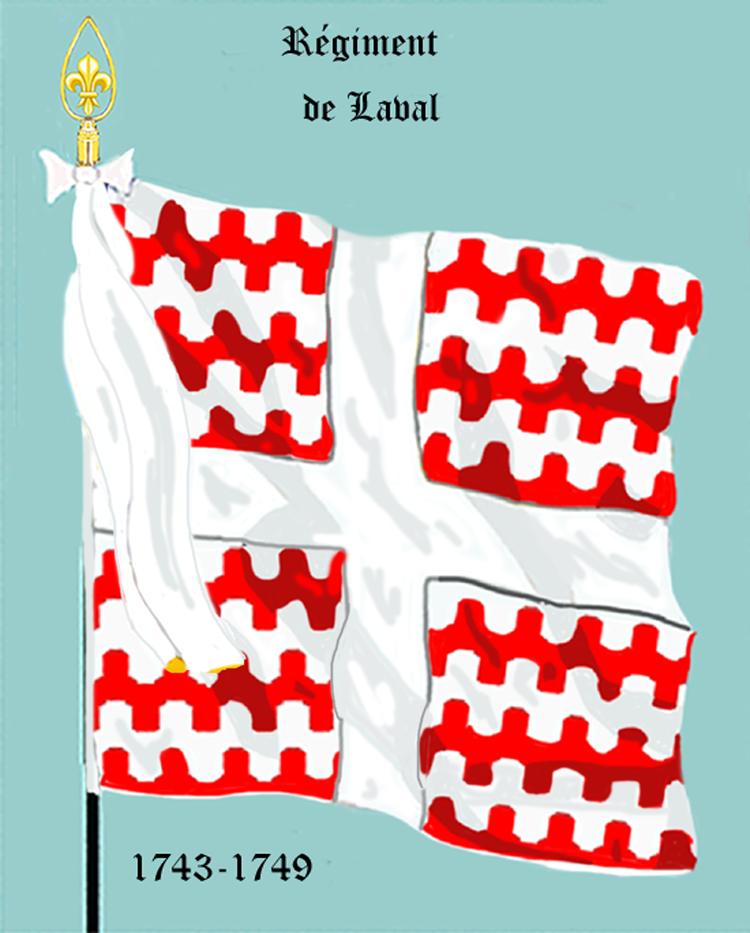
Régiment de Laval de 1743 à 1749

#### Guerre de Succession d'Autriche
Le régiment est alors donné, le 22 août 1743, à Guy André Pierre de Montmorency, duc de Laval qui se trouve engagé en 1744 à la reprise des lignes de la Lauter, au combat de Suffelsheim et au siège de Fribourg.
En 1745, le régiment de Laval contribue à la prise du château de Kronembourg. Passé à l'armée de Flandre il participe au combat de Mesle et à la prise de Gand.
En 1746, il se trouve à la bataille de Rocoux, en 1747 il participe à la conquête de la Flandre hollandaise, et s'illustre au siège de Berg-op-Zoom puis à celui de Maastricht l'année suivante.

### Régiment de Cambis (1749-1762)

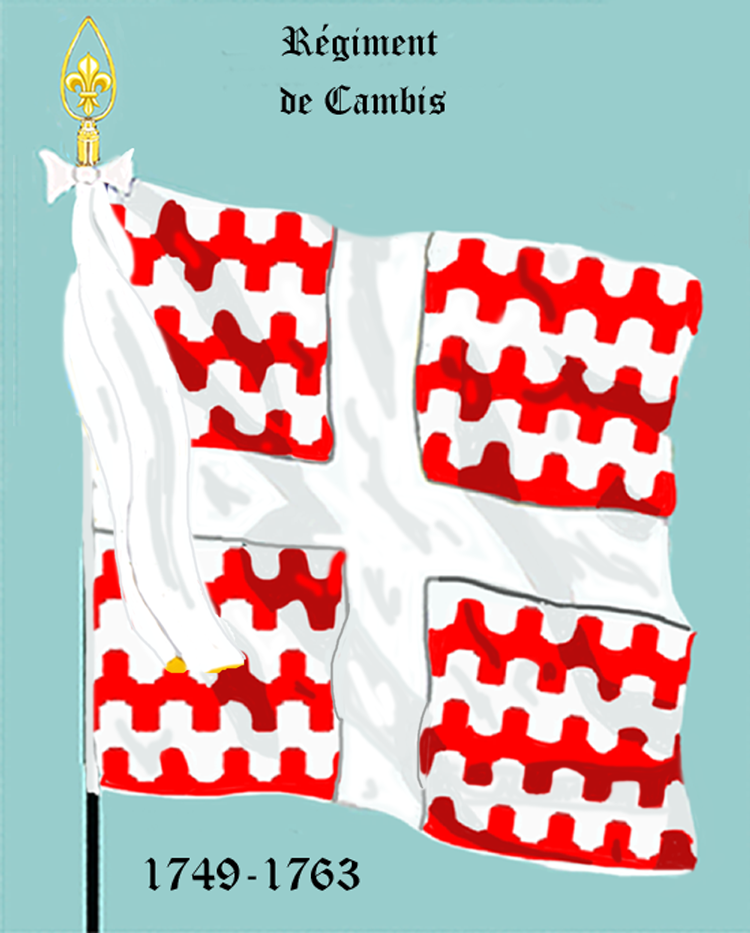
Régiment de Cambis de 1749 à 1762

Le régiment est donné le 1er février 1749 à Jacques David duc de Cambis d'Orsans

#### Guerre de Sept Ans - Guerre de la Conquête - Guerre hispano-portugaise
En 1756, dans le cadre de la guerre de Sept Ans, le régiment de Cambis est envoyé à Toulon et s'y embarque, le 9 avril, pour l'expédition de Minorque, commandée par le Maréchal duc de Richelieu et participe au siège de Mahon.
En 1757 il est employé sur les côtes de Bretagne.
En 1758 les 650 hommes du 2e bataillon régiment de Cambis, sont envoyés au Canada, dans le cadre de la Guerre de la Conquête, pour renforcer la garnison de Louisbourg. Fait prisonnier après la chute de la ville, le régiment est conduit en Angleterre, puis échangé en mars 1759.
En 1760 le régiment participe à l'expédition navale du capitaine Thurot sur les côtes d'Irlande.
Le 18 février 1760, des piquets du régiment de Cambis ainsi que d'autres troupes françaises descendirent en Irlande près de Carrickfergus, et le 21, après un sanglant combat elles s'emparèrent de cette ville.

L'expédition se rembarqua le 28 février, et le même jour le capitaine Thurot fut attaqué près de l'Île de Man par trois grosses frégates anglaises. Ce brave marin ayant été tué dès le début du combat, ses frégates furent obligées d'amener pavillon après une lutte acharnée.
En 1762 le régiment de Cambis participe, dans le cadre de la guerre hispano-portugaise, à l'expédition de Portugal et au siège d'Almeida.
Suivant l'ordonnance du 10 décembre 1762, le régiment de Cambis, est incorporé dans le régiment Royal.

## Drapeaux et uniformes
Ce régiment avait six drapeaux : ceux d'ordonnance avaient le fond blanc avec trois ondes rouges perpendiculaires à la hampe dans chaque carré,..
Il portait habit et culotte blancs, veste, collet et parements rouges, boutons entremêlés jaunes et blancs, pattes de poches ordinaires garnies de trois boutons, un jaune entre deux blancs; de même sur les manches ; chapeau bordé d'or et d'argent.